# Bourganeuf
Bourganeuf es una comuna francesa situada en el departamento de Creuse, en la región de Nueva Aquitania.
Fue una de las capitales de distrito en el momento de constituirse el departamento. Con la modificación administrativa de 17 de febrero de 1800 pasó a ser subprefectura (nueva denominación de la capital) del distrito. El 10 de septiembre de 1926 se suprimió el distrito de Bourganeuf, repartido entre los de Aubusson y Guéret.

## Demografía
| 3310 | 3804 | 3637 | 3738 | 3385 | 3163 | 2478 |
| Para los censos de 1962 a 1999 la población legal corresponde a la población sin duplicidades (Fuente: INSEE [Consultar]) |      |      |      |      |      |      |